# Schiller-Gymnasium Witten
Das 1877 gegründete Schiller-Gymnasium Witten (kurz SGW) ist ein Gymnasium  in der Innenstadt von  Witten.
Seit 1921 nach Friedrich Schiller benannt, bietet es ein Fächer- und Kursangebot für rund 700 Schüler, die von ungefähr 60 Lehrern unterrichtet werden. Nach dem Leitbild „Gemeinsam stark werden“ gibt es Möglichkeiten zur individuellen Förderung.

## Geschichte

### 1857–1945
In der aufstrebenden Stadt Witten (1835 gab es 2325 Einwohner, 1872 schon 8459) wurde 1857 die „Höhere Privat-Töchterschule“ gegründet. Zwanzig Jahre später wurde die Schule durch die städtischen Körperschaften übernommen und in „städtische höhere Töchterschule“ umbenannt. Am 10. November 1921, passend zum Geburtstag des Dichters, erhielt die Schule den Namen „Schillerlyzeum“. Im Januar 1923 brachte die Besetzung des Ruhrgebietes durch französische Truppen auch Änderungen für die Schule.
In den Monaten nach der Machtübernahme der Nationalsozialisten wurden politische Gegner, vor allem Sozialdemokraten und Kommunisten, in der Schillerschule widerrechtlich gefangengesetzt. Als Gefängnis diente ein Raum des Dachgeschosses und der Keller, der im Volksmund als „Tränenkeller“ bezeichnet wurde. Die Verhafteten wurden für einige Stunden oder bis zu fünf Wochen festgehalten und misshandelt. Außerdem befanden sich im Gebäude noch einige Diensträume eines Postens der Hilfspolizei, die im März 1933 aufgestellt wurde und aus Angehörigen von SS, SA und Stahlhelm bestand.

### 1946–heute
Nach Beendigung des Krieges geriet der „Tränenkeller“ Jahrzehnte in Vergessenheit, erst 1980 begannen Schüler des Schiller-Gymnasiums sich mit diesem dunklen Kapitel des Gebäudes auseinanderzusetzen. 1992 veranlasste die Stadt Witten die Anbringung einer Gedenktafel am Ausgang Breddestraße. Während das Rathaus, die benachbarte Gedächtniskirche und die Johanniskirche schwere Bombenschäden erlitten, war das Schulgebäude relativ wenig zerstört. Deshalb belegte die Stadtverwaltung diese Räume bis 1949 (den Nordflügel sogar bis 1956). Der Unterricht begann wieder im Februar 1946. 1971 wurde das Schiller-Gymnasium dann auch im Sinne der Koedukation für Jungen geöffnet.
Von Mitte der 1990er Jahre bis 2005 war die Schule „zweigeteilt“: Die Fünft- bis Achtklässler wurden in einer Dependance im Wittener Stadtteil Sonnenschein unterrichtet, während die Jahrgänge 9 und 10 sowie die Oberstufe im Gebäude an der Breddestraße, dem heutigen Altbau, untergebracht waren.

## Profil
Das Schiller-Gymnasium orientiert sich in seiner Erziehungs- und Bildungsarbeit am  Leitbild „Gemeinsam stark werden“. Besondere Schwerpunkte liegen hier auf den Kompetenzen der Schüler, Verantwortung für sich selbst und die Schulgemeinschaft zu übernehmen, Konflikte gewaltfrei zu lösen, eine tolerante Einstellung zu anderen zu entwickeln, kooperative Verfahrensweisen für effektives und erfolgsorientiertes Lernen und Arbeiten zu erlernen sowie nachhaltig zu denken und zu handeln. Für das Schuljahr 2023/2024 ist die Schule als Bündelungsgymnasium ausgewiesen.

### Digitale Schule / MINT-freundliche Schule
Seit 2018 darf sich das Schiller-Gymnasium sowohl als MINT-freundliche Schule als auch als Digitale Schule bezeichnen – am 30. Oktober 2018 fand die Ehrung für die MINT-Schwerpunktsetzung unter der Schirmherrschaft der Kultusministerkonferenz im Dortmunder Rathaus statt. Die Schule wurde dazu auf der Basis eines  standardisierten Kriterienkatalogs bewertet und hat einen bundesweit einheitlichen Bewerbungsprozess durchlaufen. Bundesweite Partner der Initiative »MINT Zukunft schaffen!« zeichnen in Abstimmung mit den Landesarbeitgebervereinigungen und den Bildungswerken der Wirtschaft diejenigen Schulen aus, die bewusst MINT-Schwerpunkte setzen.
Seit 2019 setzt das Schiller-Gymnasium beim digitalen Lernen und Lehren auf Tablet-Klassen und hat im Herbst 2021 fünf Jahrgangsstufen komplett mit Tablets ausgestattet.

### Schule ohne Rassismus – Schule mit Courage
Im Jahr 2012 erhielt das Schiller-Gymnasium erstmals die Auszeichnung Schule ohne Rassismus – Schule mit Courage. Pate dieses Projektes ist der WDR-Moderator und Autor Gregor Schnittker.

### Arbeitsgemeinschaften
Das Angebot im Schuljahr 2021/22 unterteilt sich in vier übergeordnete Felder, welche von Schuljahr zu Schuljahr variieren können.
Gesellschaft, Zukunft und Sprache: Französisch (Ziel: Delf-Prüfung), Italienisch für Anfänger in der Oberstufe, „Schiller for future“ – Umwelt und Nachhaltigkeit, Schüler helfen Schülern, Patenschaften des 9. Jahrgangs für die 5. Klassen
Musik, Kunst, Theater: Chor, Drums and Percussions, „Kunst am Bau“ in Kooperation mit Studierenden der Fachschaft Kunst, Moodboards / Collagen erstellen, Orchester, „Schiller goes DIY“ – aus alt mach neu, Theater
Naturwissenschaften und IT: Naturwissenschaften, Programmierung von Microcontrollern
Sport: Basketball, Hiphop, Karate, „Yoga-Pause“

## Schulleiter
- 1966–1983: Hans-Werner Priester
- 1983–2003: Volkmar Kircher
- 2003–2018: Gerhard Koch[8]
- 2018–2020: Janine Bartsch[9]
- 2020–2022: Dieter Nientiedt (Stellvertreter)
- seit 2022: Christian Roussel

## Ehemalige Schüler
- Jörg Biallas (1962–2021), Journalist und Chefredakteur
- Verena Schäffer (* 1986), Politikerin
- Gregor Schnittker (* 1969), Fernsehmoderator und Autor
- Tanja Wedhorn (* 1971), Schauspielerin
- Stephan Schäfer (* 1974), Manager und Schriftsteller
- Lakmann One (* 1978), Rapper